# Kevin Carter
Pour les articles homonymes, voir Carter.
Kevin Carter, né le 13 septembre 1960 à Johannesbourg, en Afrique du Sud, et mort dans la même ville par suicide le 27 juillet 1994, est un photojournaliste sud-africain.
Il est notamment célèbre pour la photo La Fillette et le Vautour montrant un enfant soudanais (en réalité un garçon) affamé, prostré sur le sol et observé à quelques mètres par un vautour, photo pour laquelle il obtient le prix Pulitzer de la meilleure photo en 1994. 
Ce prix crée une polémique, Carter étant accusé, à tort, d'avoir abandonné cet enfant face au vautour qui n'attendait qu'une chose, le dévorer. Peu de temps après, déprimé à cause de problèmes personnels, Kevin Carter met fin à ses jours.

## Biographie
À l'issue de son service militaire, Kevin Carter, déjà engagé contre l'apartheid sud-africain, devient photographe sportif. Dès le milieu des années 1980, il abandonne son métier pour témoigner de la répression du régime contre les émeutes des noirs dans les townships. En 1984, il intègre le Johannesburg Star ; sa détermination à dévoiler le vrai visage de l'apartheid sud-africain fait peser sur lui les menaces de prison, et même d'assassinat.
Dans les années 1990, il fonde avec Ken Oosterbroek, Joao Silva et Greg Marinovich le groupe de photojournalistes « Bang-Bang Club », une association qui leur permet d'unir leurs forces dans le but de documenter les dernières heures de l'apartheid et de couvrir la période de transition que connaîtra le pays. Ils se fixent alors pour mission de recueillir des témoignages visuels des exactions commises en Afrique du Sud. Leur histoire est racontée dans The Bang-Bang Club, un livre de 2000 de Greg Marinovich et João Silva, qui est adapté en film en 2010 dans The Bang Bang Club.
En 1993, accompagné de son ami Joao Silva, il se rend au Soudan pour montrer l'horreur de la guerre civile soudanaise et de la famine qui frappent le pays. Certains des clichés de Carter feront le tour du monde, notamment la célèbre image prise à Ayod au Soudan en 1993, dite La Fillette et le Vautour (qui était en réalité un garçon), et qui montre un enfant soudanais affamé, observé non loin par un vautour. La photo lui vaudra le prix Pulitzer, mais également une controverse très virulente sur les conditions dans lesquelles elle a été prise.
Le 18 avril 1994, son ami Ken Oosterbroek meurt d'une blessure par balle (probablement un tir ami des Casques bleus durant un reportage dans le township de Thokoza). Carter, accro à un sédatif, couvert de dettes et souffrant de dépression à la suite des scènes de guerre et d'atrocités dont il a été témoin, choisit de se donner la mort. Le matin du 27 juillet 1994, il se suicide par intoxication au monoxyde de carbone dans sa voiture au milieu du désert. Il avait 33 ans. Il laisse un mot : 

« I am depressed… without phone… money for rent… money for child support… money for debts… money!!!… I am haunted by the vivid memories of killings and corpses and anger and pain… of starving or wounded children, of trigger-happy madmen, often police, of killer executioners… I have gone to join Ken if I am that lucky.

(Je suis déprimé… sans téléphone… sans argent pour le loyer… sans argent pour la pension alimentaire… sans argent pour mes dettes… sans argent !!! Je suis hanté par les vifs souvenirs de tueries et de cadavres et de colère et de douleur… d'enfants mourant de faim ou blessés, de fous de la gâchette, souvent des policiers, de bourreaux… Je pars rejoindre Ken, si je suis suffisamment chanceux). »

Ce suicide sera par la suite attribué aux critiques causées par la remise du prix Pulitzer, ce que dément l'une de ses amies, qui précise qu'il avait déjà effectué plusieurs tentatives de suicide avant de prendre cette image.

## Controverse et enquête sur la photo
Pendant longtemps, on a cru à tort que la photo La Fillette et le Vautour, pour laquelle Carter obtient le prix Pulitzer en 1994, représentait une petite fille agonisante observée par un vautour. De nombreuses critiques ont ainsi laissé entendre que le charognard n'était pas le vautour mais le photographe, après la remise du prix Pulitzer.
Cependant, en 2011, un journaliste d'El Mundo, Alberto Rojas, révèle après enquête que l'enfant sur le cliché était en fait un petit garçon, qui a survécu à la famine et qui a fini par mourir en réalité 14 ans plus tard, en 2007, des suites du paludisme. 
Rojas affirme également que le photographe ne pouvait rien faire de plus pour aider l'enfant, qui attendait à quelques mètres de sa famille faisant la queue pour obtenir une ration alimentaire distribuée par Médecins du monde. Le bracelet autour du poignet droit de l'enfant prouve par ailleurs qu'il était pris en charge par une organisation humanitaire.

## Hommages
- L'album-concept Poets and Madmen du groupe de metal progressif Savatage, s'articule autour de son personnage.
- Une chanson, intitulée Kevin Carter, lui a été dédiée par les Manic Street Preachers.
- Un livre et un film lui sont consacrés, ainsi qu'à son groupe de photojournalistes : The Bang Bang Club.
- Le héros de La Maison des feuilles de Mark Z. Danielewski, Will Navidson, est inspiré de Kevin Carter. Le photographe et son œuvre sont mentionnés dans le roman dans la note de la page 376 de l'édition Monsieur Toussaint Louverture. Plus loin (p. 400), il est dit que Wil Navidson a reçu le Prix Pulitzer pour la photo d'une fillette soudanaise affamée suivie par un vautour.